# Echeveria turgida
Echeveria turgida är en fetbladsväxtart som beskrevs av Joseph Nelson Rose. Echeveria turgida ingår i släktet Echeveria och familjen fetbladsväxter. Inga underarter finns listade i Catalogue of Life.

## Bildgalleri

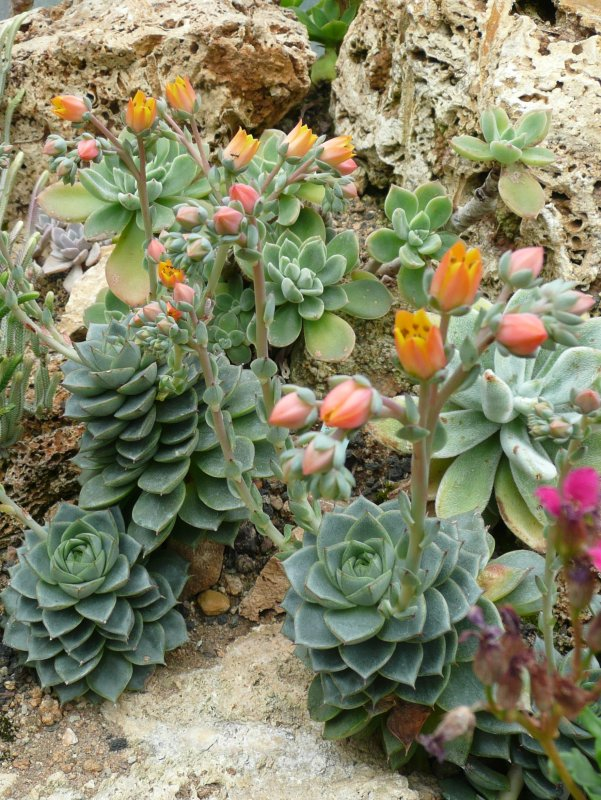